# Saison 2 de Warehouse 13
Chronologie
Saison 1 Saison 3
La deuxième saison de Warehouse 13, série télévisée américaine, est composée de treize épisodes.

## Synopsis
Après avoir sauvé la vie du président des États-Unis, deux agents des Services Secrets sont nommés à un nouveau poste dans le sud du Dakota à Warehouse 13, un service qui abrite les objets aux propriétés surnaturelles que le gouvernement américain a collecté à travers les siècles. Le duo a alors pour mission de récupérer d'éventuels nouveaux artéfacts susceptibles de mettre la population en danger.

## Distribution

### Acteurs principaux
- Eddie McClintock (VF : Benjamin Pascal) : Pete Lattimer
- Joanne Kelly (VF : Marie Zidi) : Myka Bering
- Saul Rubinek (VF : Pascal Casanova) : Arthur « Artie » Nielsen
- Genelle Williams (VF : Fily Keita) : Leena
- Allison Scagliotti (VF : Sylvie Jacob) : Claudia Donovan

### Acteurs récurrents
- Roger Rees (VF : Olivier Rodier) : James MacPherson
- Simon Reynolds (VF : Philippe Catoire) : Daniel Dickenson
- CCH Pounder (VF : Michelle Bardollet) : Irène Frédéric
- Mark Sheppard (VF : Marc Saez) : Benedict Valda
- Jaime Murray (VF : Marion Valantine) : H. G. Wells
- Paula Garcés (VF : Véronique Desmadryl) : Dr Kelly Hernandez[1]
- Nolan Gerard Funk (VF : Donald Reignoux) : Todd[2]
- Faran Tahir (VF : Michel Vigné) : Adwin Kosan[3] (épisodes 9 et 12 - récurrent à travers les saisons)

### Invités
- Jewel Staite : Loretta[4] (épisode 2)
- Sean Maher (VF : Philippe Siboulet) : Sheldon[4] (épisode 2)
- Philip Winchester : Marine / Cowboy / Gladiator / Mad scientist[1] (épisode 3)
- Neil Grayston (VF : Taric Mehani) : Douglas Fargo (crossover avec Eureka) (épisode 5)
- René Auberjonois : Hugo Miller (épisode 5)
- Tia Carrere (VF : Céline Monsarrat) : agent Kate Logan[5] (épisodes 6 et 9)
- Lindsay Wagner (VF : Dominique Macavoy) : Dr Vanessa Calder[5] (épisodes 7 et 11)
- Cody Rhodes (VF : Benoît DuPac) : Kurt Smoller[6] (épisode 8)
- Laura Harris : Lauren Andrews (épisode 8)
- David Anders (VF : Vincent Ropion) : Jonah Raitt[7] (épisode 10)
- Paul Blackthorne (VF : Xavier Béja) : Larry Newley[8] (épisode 13)
- Judd Hirsch (VF : Jean-Pierre Moulin) : Izzy Weisfelt[8] (épisode 13)
- Mark Wilson (VF : Jean-Luc Atlan) : Wilkie (épisode 13)
- Jameson Kraemer (VF : Pierre Dourlens) : Père Noël alternatif (épisode 13)

## Liste des épisodes

### Épisode 1:Le temps le dira
- États-Unis : 6 juillet 2010 sur Syfy
- France : 4 janvier 2011 sur Syfy Universal[9]
- Québec : 11 janvier 2011 sur Ztélé[10]
- Belgique :
- Suisse :

- États-Unis : 2,96 millions de téléspectateurs (première diffusion)

- Jean Pearson (Dr LeFevre)

- Allison Scagliotti apparaît pour la première fois comme appartenant à la distribution principale.
- Première apparition de H. G. Wells (Jaime Murray).

### Épisode 2:Mon doux héros
- États-Unis : 13 juillet 2010 sur Syfy
- France : 4 janvier 2011 sur Syfy Universal[9]
- Québec : 18 janvier 2011 sur Ztélé[11]

- États-Unis : 2,33 millions de téléspectateurs (première diffusion)

- Sean Maher (Sheldon)
- Jewel Staite (Loretta)
- Conrad Coates (Officier Kessman)
- Kyra Harper (Brenda)
- Aaron Berg (Mad Dog)

### Épisode 3:Terreur en 3D
- États-Unis : 20 juillet 2010 sur Syfy
- France : 11 janvier 2011 sur Syfy Universal[9]
- Québec : 25 janvier 2011 sur Ztélé[12]

- États-Unis : 2,28 millions de téléspectateurs (première diffusion)

- Philip Winchester (Marine / Cowboy / Gladiateur / Scientifique fou)

### Épisode 4:Vieillir en beauté
- États-Unis : 27 juillet 2010 sur Syfy
- France : 11 janvier 2011 sur Syfy Universal[9]
- Québec : 1er février 2011 sur Ztélé[13]

- États-Unis : 2,48 millions de téléspectateurs (première diffusion)

- Tawny Cypress (Romana)
- Phillip Rhys (Perry)
- Salvatore Antonio (Damian Jardin)
- Natalie Krill (Jenny)
- Robin Kasyanov (Gunther)

### Épisode 5:Hugo 1
- États-Unis : 3 août 2010 sur Syfy
- France : 18 janvier 2011 sur Syfy Universal[9]
- Québec : 8 février 2011 sur Ztélé[14]

- États-Unis : 2,74 millions de téléspectateurs (première diffusion)

- René Auberjonois (Hugo Miller)
- Neil Grayston (Douglas Fargo)

- Cet épisode est un crossover avec la série Eureka[15],[16].

### Épisode 6:La Théorie du complot
- États-Unis : 10 août 2010 sur Syfy
- France : 25 janvier 2011 sur Syfy Universal[9]
- Québec : 15 février 2011 sur Ztélé[17]

- États-Unis : 2,79 millions de téléspectateurs (première diffusion)

- Tia Carrere (agent Kate Logan)
- J. P. Manoux (Lenny Malone)

### Épisode 7:À charge de revanche
- États-Unis : 17 août 2010 sur Syfy
- France : 25 janvier 2011 sur Syfy Universal[9]
- Québec : 22 février 2011 sur Ztélé[18]

- États-Unis : 2,34 millions de téléspectateurs (première diffusion)

- Lindsay Wagner (Dr Vanessa Calder)
- Robert Clark (Garry Gross)

### Épisode 8:À mélanger avec précaution
- États-Unis : 24 août 2010 sur Syfy
- France : 1er février 2011 sur Syfy Universal[9]
- Québec : 1er mars 2011 sur Ztélé[19]

- États-Unis : 2,36 millions de téléspectateurs (première diffusion)

- Cody Rhodes (Kurt Smoller)
- Laura Harris (Lauren Andrews)

### Épisode 9:Vendetta
- États-Unis : 31 août 2010 sur Syfy
- France : 1er février 2011 sur Syfy Universal[9]
- Québec : 8 mars 2011 sur Ztélé[20]

- États-Unis : 2,4 millions de téléspectateurs (première diffusion)

- Tia Carrere (agent Kate Logan)
- Simon Reynolds (Daniel Dickinson)

### Épisode 10:Voyage dans le temps
- États-Unis : 7 septembre 2010 sur Syfy
- France : 6 février 2011 sur Syfy Universal[9]
- Québec : 15 mars 2011 sur Ztélé[21]

- États-Unis : 2,49 millions de téléspectateurs (première diffusion)

- Roberta Maxwell (Rebecca St. Clair)
- Armin Shimerman (Charlie Martin)
- David Anders (Jonah Raitt)
- Tricia Braun (Beth Raitt)

### Épisode 11:L'Entrepôt perdu
- États-Unis : 14 septembre 2010 sur Syfy
- France : 6 février 2011 sur Syfy Universal[9]
- Québec : 22 mars 2011 sur Ztélé[22]

- États-Unis : 2,38 millions de téléspectateurs (première diffusion)

- Lindsay Wagner (Dr Vanessa Calder)

### Épisode 12:Réinitialisation
- États-Unis : 21 septembre 2010 sur Syfy
- France : 15 février 2011 sur Syfy Universal[9]
- Québec : 29 mars 2011 sur Ztélé[23]

- États-Unis : 2,4 millions de téléspectateurs (première diffusion)

- Allen Altman (M. Sempe)

### Épisode 13:Larry «Lanouille»
- États-Unis : 7 décembre 2010 sur Syfy
- France : 15 février 2011 sur Syfy Universal[9]
- Québec : 5 avril 2011 sur Ztélé[24]

- États-Unis : 2,01 millions de téléspectateurs (première diffusion)

- Judd Hirsch (Isidore Weisfeld)
- Paul Blackthorne (Larry Newley)
- Jameson Kraemer (Le Père Noël alternatif)
- Jamie Bloch (Kallie)
- Kristi Angus (Lila)

- Cet épisode a été diffusé spécialement à l'approche des fêtes de Noël aux États-Unis.
- À noter, les événements de cet épisode se déroulent avant la fin de l'intrigue de la saison vue dans l'épisode précédent (Réinitialisation).